# Heilige Sieben Brüder (Oberbrechen)

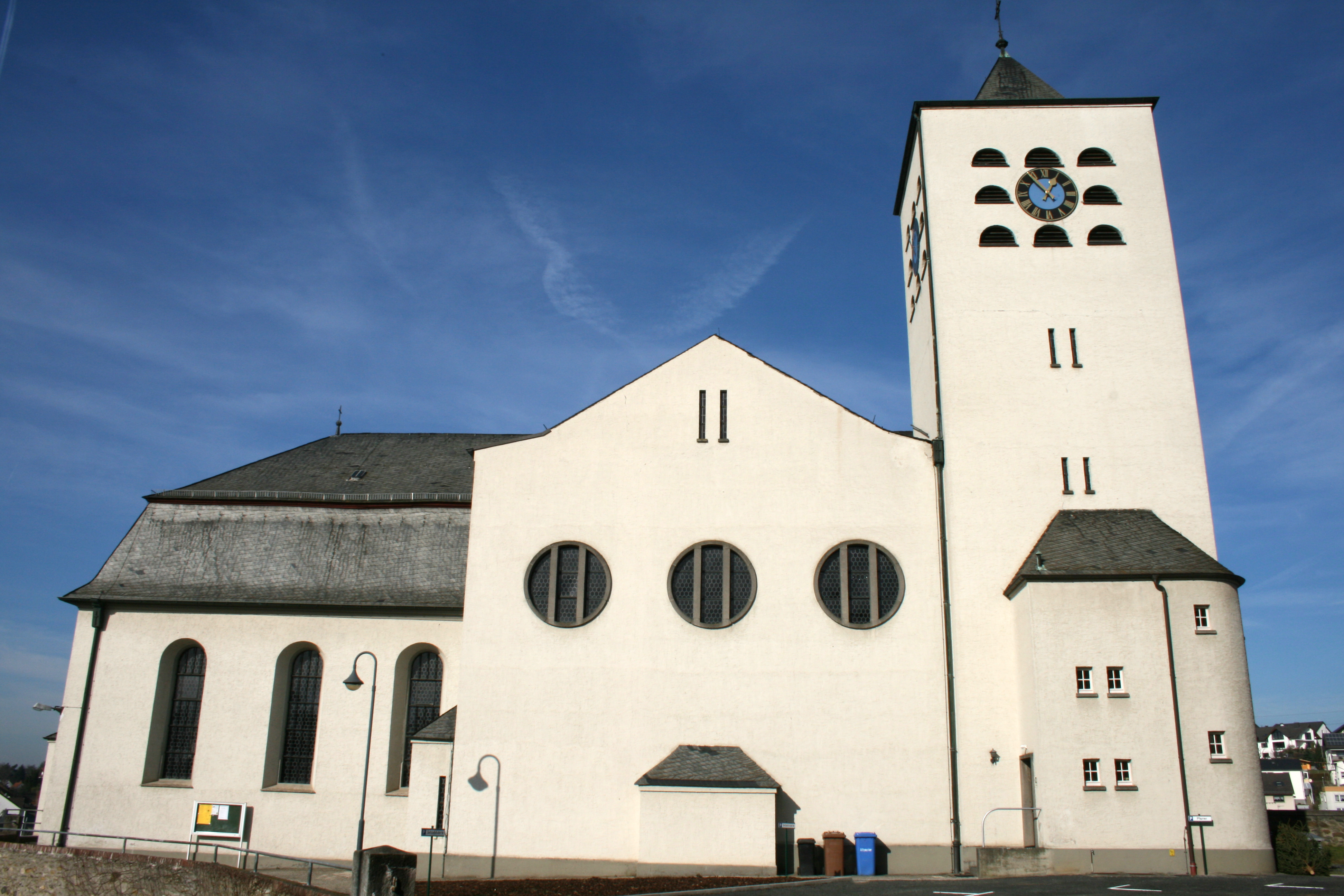
Heilige Sieben Brüder in Oberbrechen

Die römisch-katholische Pfarrkirche Heilige Sieben Brüder ist ein denkmalgeschütztes Kirchengebäude, das in Oberbrechen steht, einem Ortsteil der Gemeinde Brechen im Landkreis Limburg-Weilburg (Hessen). Die Kirchengemeinde gehört zum Bistum Limburg.

## Beschreibung
Schon im Jahr 910 gab es eine Kirche, seit 1053 jedenfalls steht sie am jetzigen Standort. Die ursprüngliche barocke Saalkirche wurde 1716 erbaut. In den 30er Jahren des 18. Jahrhunderts wurde die Kirche erweitert und mit einer barocken Kirchenausstattung versehen. Die Ostteile der alten Kirche wurden 1933 abgebrochen und nach einem Entwurf von Christoph Rummel und Hans Rummel durch ein großes Querschiff mit einem Chor, der von einem Kirchturm flankiert wird, ersetzt. Das barocke, mit einem Mansarddach bedeckte Langhaus, das im Innern mit einem Tonnengewölbe überspannt ist, und die barocke Kirchenausstattung blieben erhalten. Der Innenraum des neuen Teils ist mit einer Flachdecke versehen. Im veränderten Hochaltar wurde ein Relief der Felicitas und ihrer Söhne angebracht.